# Chronologie de la musique populaire
« Chronologie de la musique » redirige ici. Pour la musique classique, voir Chronologie de la musique classique occidentale.
La chronologie de la musique populaire présente sur une échelle de temps les événements marquants liés à la musique populaire.
Les pages annuelles détaillent, de manière plus exhaustive, les succès et les événements marquants de chaque année.

## Chronologie principale
- 1877 – Thomas Edison invente le phonographe, qui enregistre le son sur cylindre phonographique.
- 1887 – Émile Berliner crée le gramophone, qui enregistre le son sur disque plat.
- 1898 – Valdemar Poulsen  crée le télégraphone, premier appareil à utiliser l'enregistrement magnétique.
- 1908 – Columbia Records commence à produire des disques double face.
- Débuts du jazz et du blues dans les années 1910.
- 1925 – Création du disque 78 tours.
- 1927 – Apparition des jukeboxes, qui permettent de généraliser l'accès à la musique.
- 1935 – Diffusion des premiers hit-parades.
- 1948 – Création des disques vinyles aux États-Unis et commercialisation l'année suivante des premiers 45 tours.
- 1950 – Lancement des disques vinyles en Europe.
- Les nouveaux médias (radio puis télévision) permettent une large diffusion de la musique, popularisant le rhythm and blues et le rock 'n' roll.
- 1958 – Création des disques d'or aux États-Unis, afin de récompenser les artistes en fonction de leurs ventes de disques.
- Débuts de la musique soul et de la pop à la fin des années 1950.
- 1963 - Lancement de la cassette audio.
- Débuts du reggae, du funk et du hard rock dans les années 1960, puis du heavy metal, du disco et du punk rock dans les années 1970.
- À partir des années 1980, le vidéo clip devient un important outil de promotion des chansons.
- 1982 - Création du disque compact, qui se généralisera à partir de 1985.
- Démocratisation du rap, de la new wave et de l'electronic body music au début des années 1980 puis de la dance, de la house (acid et new beat) et de la techno à la fin de cette décennie.
- 2000 - Avec la démocratisation d'internet et l'apparition du peer-to-peer, le marché du disque commence à s'effondrer, marquant le début de la crise du disque.
- À la fin des années 2000, le streaming fait son apparition, confirmant la chute du marché physique durant la décennie suivante.

## Chronologie par période

### Par civilisation ou époque
- Antiquité grecque en musique
- Antiquité romaine en musique
- Haut Moyen Âge en musique

### Par siècle
- VIIIe siècle en musique
- IXe siècle en musique
- Xe siècle en musique
- XIe siècle en musique
- XIIe siècle en musique
- XIIIe siècle en musique
- XIVe siècle en musique
- XVe siècle en musique
- XVIe siècle en musique
- XVIIe siècle en musique
- XVIIIe siècle en musique
- XIXe siècle en musique
- XXe siècle en musique
- XXIe siècle en musique

### Par année
- Années 1900 en musique : 1900, 1901, 1902, 1903, 1904, 1905, 1906, 1907, 1908, 1909.
- Années 1910 en musique : 1910, 1911, 1912, 1913, 1914, 1915, 1916, 1917, 1918, 1919.
- Années 1920 en musique : 1920, 1921, 1922, 1923, 1924, 1925, 1926, 1927, 1928, 1929.
- Années 1930 en musique : 1930, 1931, 1932, 1933, 1934, 1935, 1936, 1937, 1938, 1939.
- Années 1940 en musique : 1940, 1941, 1942, 1943, 1944, 1945, 1946, 1947, 1948, 1949.
- Années 1950 en musique : 1950, 1951, 1952, 1953, 1954, 1955, 1956, 1957, 1958, 1959.
- Années 1960 en musique :  1960, 1961, 1962, 1963, 1964, 1965, 1966, 1967, 1968, 1969.
- Années 1970 en musique : 1970, 1971, 1972, 1973, 1974, 1975, 1976, 1977, 1978, 1979.
- Années 1980 en musique : 1980, 1981, 1982, 1983, 1984, 1985, 1986, 1987, 1988, 1989.
- Années 1990 en musique :  1990, 1991, 1992, 1993, 1994, 1995, 1996, 1997, 1998, 1999.
- Années 2000 en musique : 2000, 2001, 2002, 2003, 2004, 2005, 2006, 2007, 2008, 2009.
- Années 2010 en musique : 2010, 2011, 2012, 2013, 2014, 2015, 2016, 2017, 2018, 2019.
- Années 2020 en musique : 2020, 2021, 2022, 2023, 2024

## Chronologie par genre
- Chronologie du blues
- Chronologie du rock (Chronologie du rock en France)
- Chronologie du metal
- Chronologie du punk rock
- Chronologie du Hip-Hop